# Alice Cooper (formație)
Alice Cooper a fost o formație americană de muzică rock/metal, înființată în Phoenix, Arizona, Statele Unite, în 1964, de solistul Alice Cooper (Vincent Furnier, numele lui inițial dinainte de destrămarea trupei).
1. ↑   https://www.rockhall.com/inductees/alice-cooper Lipsește sau este vid: |title= (ajutor)